# 学校給食飲料問題
学校給食飲料問題（がっこうきゅうしょくいんりょうもんだい）では、日本の学校給食において、主として牛乳が飲料として提供されることについての諸問題について記述する。

## 概要
日本の学校給食では、主な飲料に牛乳が出されている。戦後GHQの指導により学校給食が始まり、その際脱脂粉乳はカルシウムが豊富なことから「いわしにまさる脱脂粉乳」とされ給食には欠かせないものであった、そして、その後脱脂粉乳は生乳に置き換わったが、その趣旨は学校給食法施行規則第1条第2項に生き続けている。しかし、その牛乳が出されることを主な起因として、学校給食において出される飲料を変更、廃止しようとする動きがある。施行規則では、その牛乳などの給食内容を変更するには、所管の都道府県教育委員会に届け出る必要がある。また、同法第8条を根拠に、学校給食摂取基準を策定し、必要な栄養量を定めている。
また、新潟県三条市では「ドリンクタイム」なる制度により、"給食を食べ終えたあとに牛乳を飲む"という指導を行なっていたが、牛乳の飲み残しが増加し、2021年（令和3年）より「米飯を主食にした日本食の本来のあり方としては、牛乳を飲みながら食べるという習慣はないと認識」との理由から、牛乳はともに配膳するが、"給食を食べながら飲まない"という指導に変更した。

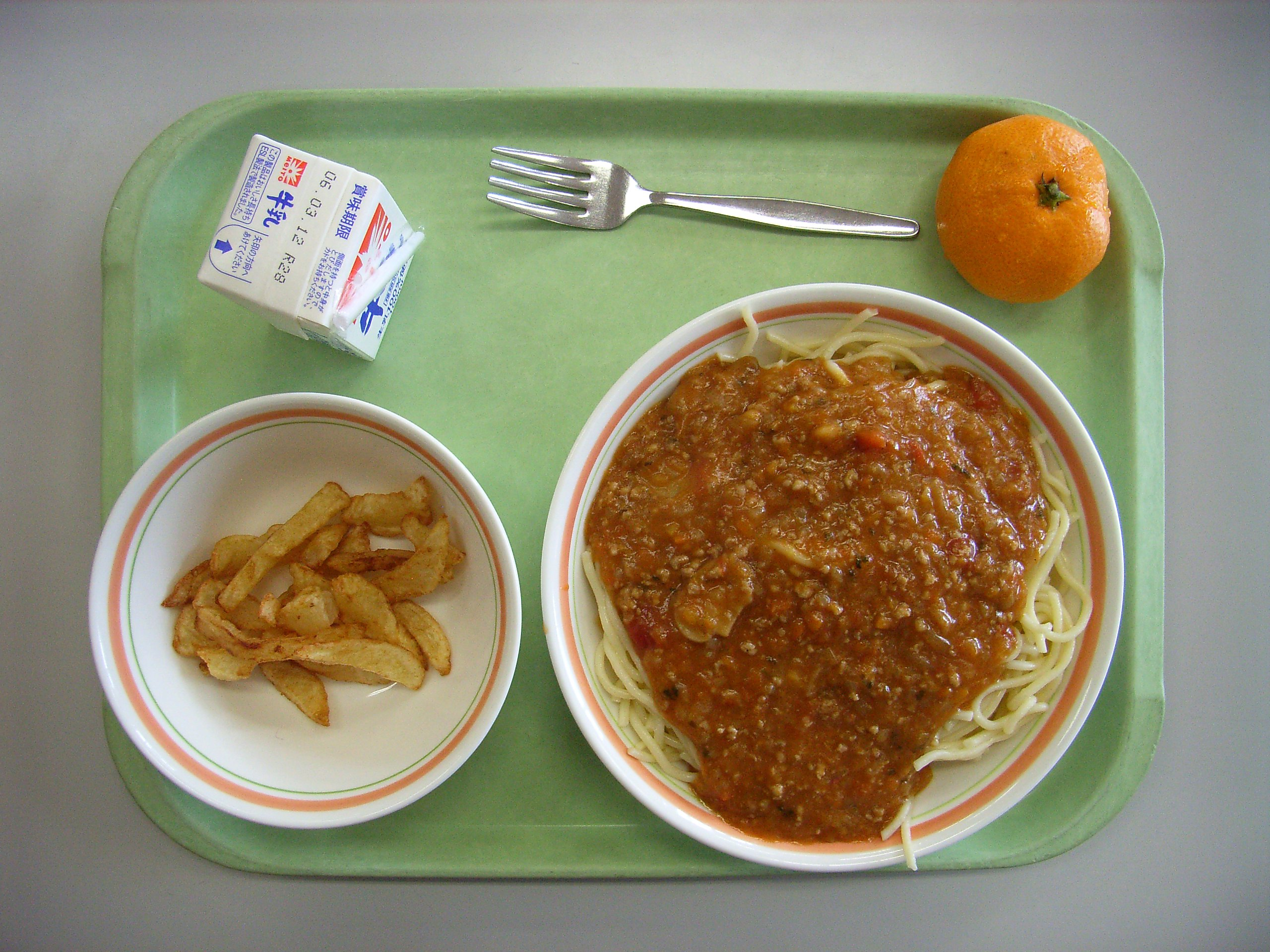
日本の学校給食の例。画像左上に牛乳がある。

## 牛乳廃止論
学校給食において、牛乳廃止論がある。

### 栄養価の問題
牛乳廃止論での主な理由に「給食の味に牛乳が合わない」「ごはんと牛乳の組み合わせはよくない」「消費税増税による牛乳のコスト増」というものがある。ここで問題となるのは、カルシウムを主として、牛乳によって得ていた栄養価をどこから取り戻すかという点、とする意見があるが、飽食の時代において栄養満点は健康の最大の敵であるという現実を無視している。
小学校低学年の場合、カルシウムは所要量の86%が牛乳で占められていて残りは14%しかない。タンパク質も27%を牛乳から摂取している。給食は牛乳をつけることになっているので、その残りの部分で主食と副食をつくらなければならず、ちょっとしたものを付けようとするとたちまちオーバーしてしまう。また、一般家庭での献立は、家にあるものとか、お店をまわって得た（入手し易い、コストパフォーマンスが良い、などの）材料を使い、食べる人のこと、健康のためなどを考えて決められる。給食の場合、その流れが逆で、まず「日本人の栄養所要量」というものがあり、これに基づき「学校給食の平均所要栄養量」が算出され、そしてこれを満たすための「標準食品構成表」を作成する。「標準食品構成表」ありき、という考え方なので、この構成表に従がって献立がつくられて必要な材料が調達される。こうした制約のもとで工夫するしかないので「唐揚げ1個給食」のような献立ができあがってしまうことになる。
学校給食において牛乳を廃止した場合、牛乳以外の食品から学校給食摂取基準に定めている栄養量を埋め合わせれば良い。以下は、14歳生徒を対象に定めている同基準を参照する。
| 栄養の種類              | 基準値                  |
| ----------------------- | ----------------------- |
| エネルギー              | 850kcal                 |
| たんぱく質              | 28グラム                |
| 脂質                    | 摂取エネルギー全量の30% |
| ナトリウム （食塩相当） | 3グラム未満             |
| カルシウム              | 420~470ミリグラム       |
| 鉄                      | 4ミリグラム             |
| ビタミンA               | 210マイクログラム       |
| ビタミンB1              | 0.6ミリグラム           |
| ビタミンB2              | 0.6ミリグラム           |
| ビタミンC               | 33ミリグラム            |
| 食物繊維                | 7.5グラム               |

## 飲料代替論
前述の牛乳廃止論のほかに「牛乳ではなくお茶にするべき」などの飲料代替論も提唱されている。また、茶の産地である静岡県では小中学校の児童生徒の静岡茶の愛飲の促進に関する条例第4条に基づいて、学校給食にてお茶を提供している。